# Kleppendeksel
Een kleppendeksel is een onderdeel van een kopklepmotor.

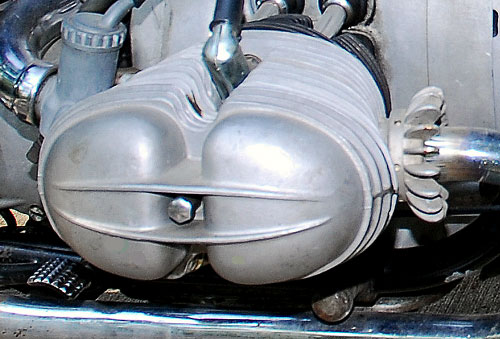
rechter kleppendeksel van een BMW R 68 boxermotor

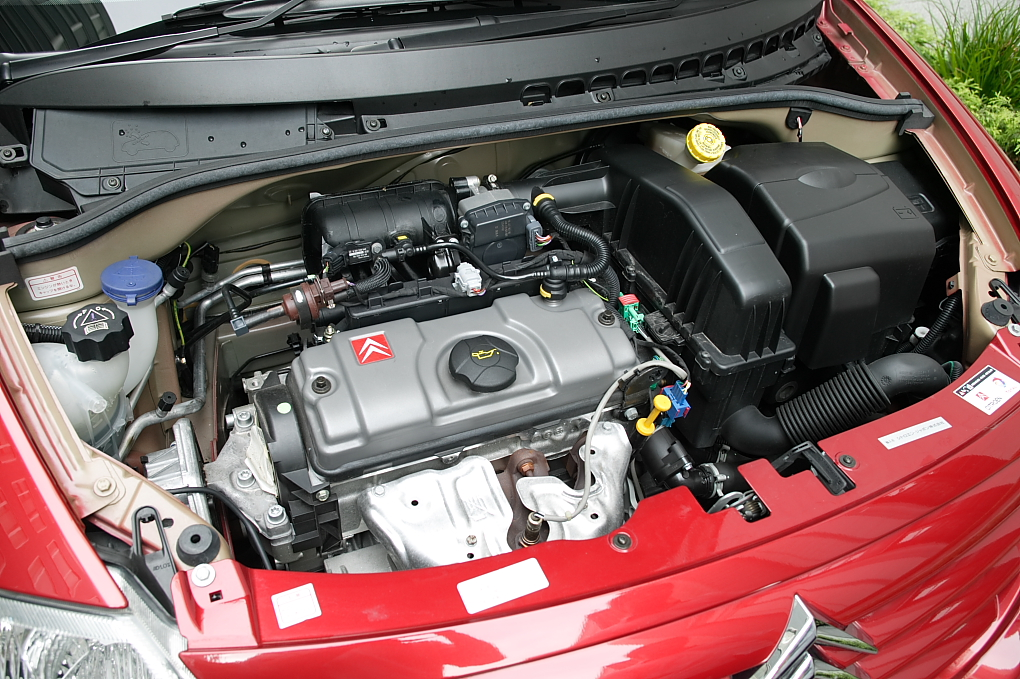
kleppendeksel met olievuldop van een Citroën C3

Het kleppendeksel is een afdekking voor de bovenzijde van de cilinderkop, waar de kleppen en soms tuimelaars, een tuimelaaras en bovenliggende nokkenassen liggen. Deze onderdelen worden door het smeersysteem van olie voorzien. Het kleppendeksel heeft als taak de olie in de motor te houden en de cilinderkop te vrijwaren van vervuiling door stof en vocht van buitenaf. Omdat er in dit gedeelte van de cilinderkop geen hoge druk heerst, kan het kleppendeksel van aluminium, dun plaatstaal of zelfs kunststof gemaakt zijn. Als de cilinderkop boven op de motor zit, zoals bij lijnmotoren en V-motoren, bevindt zich in het kleppendeksel vaak de vulopening voor de motorolie.